# Murvica Gornja
Murvica Gornja falu Horvátországban Zára megyében. Közigazgatásilag Poličnikhoz tartozik.

## Fekvése
Zára központjától légvonalban 8 km-re, közúton 9 km-re északkeletre, községközpontjától 6 km-re délnyugatra, Dalmácia északi részén, Ravni kotar közepén fekszik.

## Története
Lakosságát csak 2011 óta számlálják önállóan. 2011-ben 253 lakosa volt.